# Tag team

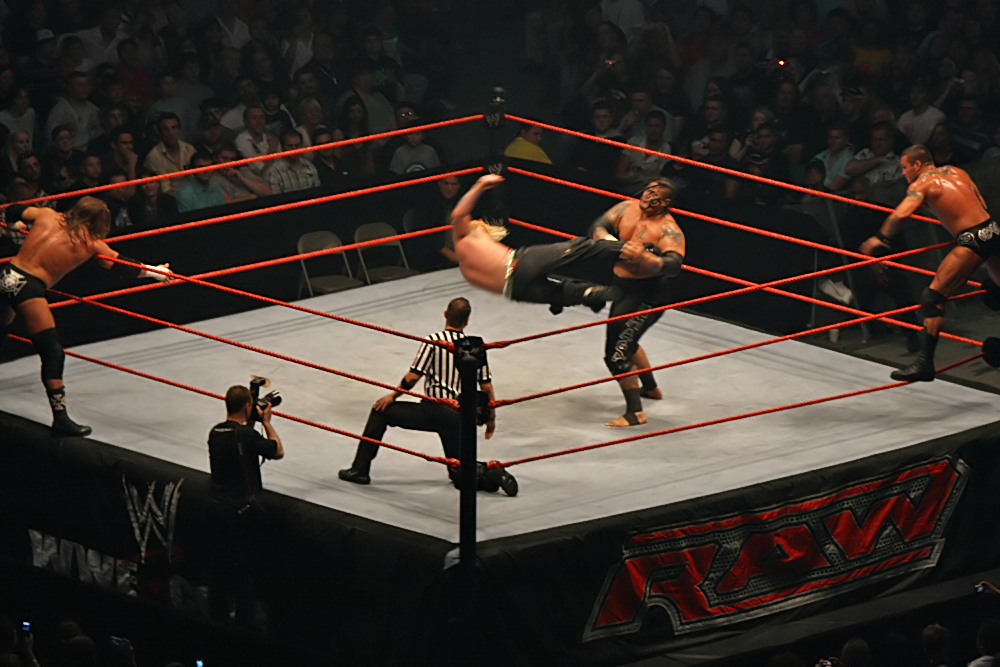
Un combat
tag team opposant Umaga et Randy Orton à Jeff Hardy et Triple H lors de Raw, 2007.

Dans le monde du catch, un tag team est une équipe composée de deux catcheurs – ou trois, parfois quatre – travaillant ensemble les mêmes combats. Le terme tag (relais en français) désigne le mouvement fait par le catcheur qui touche son coéquipier pour prendre sa place sur le ring. Dans la plupart des fédérations, il existe un voir plusieurs championnats réservés aux équipes de catcheurs.

## Historique
Le premier combat de catch par équipe aurait eu lieu en 1852.

## Règles du catch par équipe
Les règles sont les mêmes que pour les combats singuliers, auxquelles s'ajoutent d'autres règles spécifiques. Seuls deux catcheurs (un par équipe) sont autorisés à lutter sur le ring ("engagés"), mais ils peuvent faire échange avec leurs coéquipiers, pour cela, il suffit de toucher n'importe quelle partie du corps du coéquipier (le plus souvent, ils se tapent dans la main), qui lui-même doit toucher le coin du ring attribué à leur équipe. L'engagement change alors, et le combattant initialement engagé ne l'est plus. Il n'a alors plus le droit de rester dans la « zone de combat », et doit laisser son coéquipier prendre sa place dans les 5 secondes, sous peine d'être disqualifié (dans les matches par élimination) ou de disqualifier toute son équipe (dans les matches standard).
Un catcheur n'étant pas le catcheur « légal » (nom donné au catcheur censé être dans la zone de combat) peut rester sur le ring s'il tient l'une des cordes et peut se déplacer à volonté en dehors du ring, sans décompte extérieur. Il peut briser le tombé ou prise de soumission effectuée par un adversaire pour sauver son équipier. Il lui suffit de pousser l'adversaire qui l'effectue pour briser la couverture.
Le tag est légal si les deux partenaires se touchent à la vue de l'arbitre. On appelle blind tag un changement qui n'a pas été vu par l'adversaire (et/ou par l'arbitre) ou fait sans le consentement du coéquipier.
Il existe différents types de combats par équipe où les règles peuvent être modifiées.

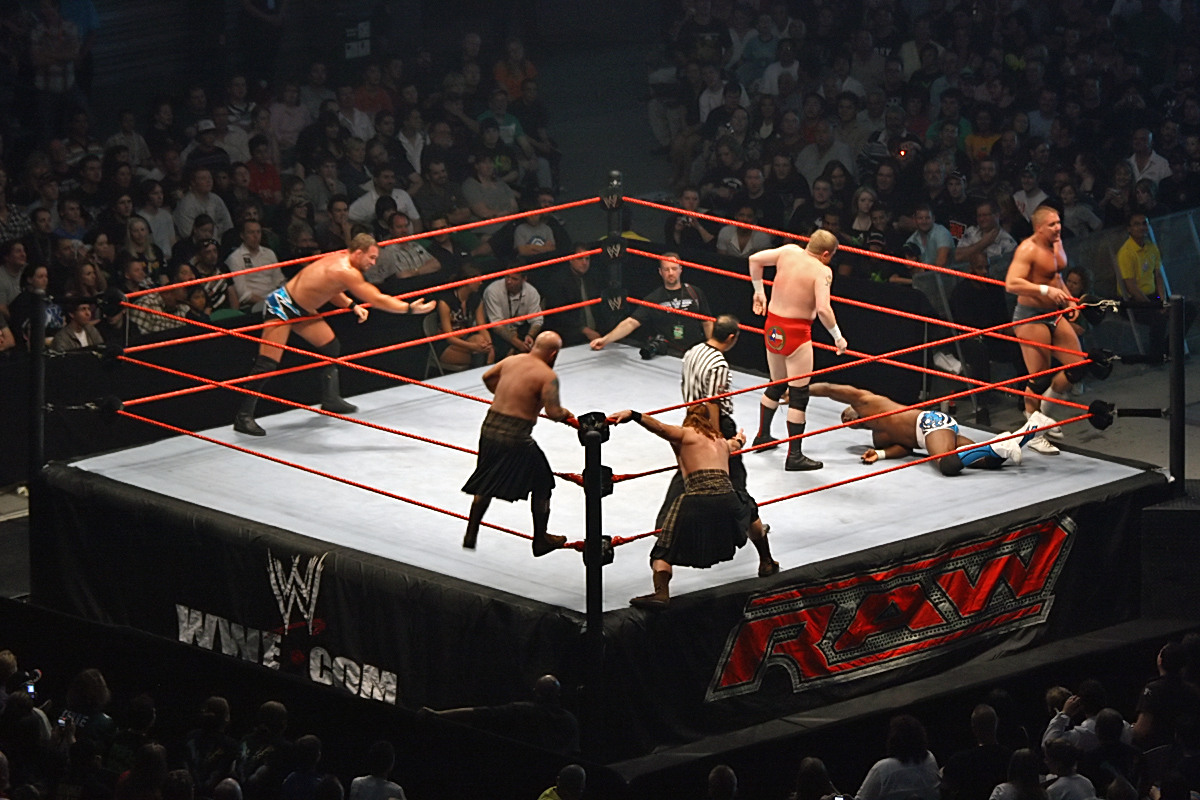
un combat Triple Menace par équipe : Shelton Benjamin & Charlie Haas contre Lance Cade & Trevor Murdoch, ainsi que les Highlanders. Raw, 2007.